# Charles Reginald Dodwell
Charles Reginald “Reg” Dodwell (geboren 3. Februar 1922 in Cheltenham; gestorben 22. April 1994 in Taunton) war ein britischer Kunsthistoriker, der sich auf die Zeit von 800 bis 1200 spezialisiert hat.

## Leben
Dodwell, der 1922 in Cheltenham geboren wurde, besuchte zunächst das Gonville and Caius College in Cambridge, wo er sich auf Geschichte spezialisierte. Seine akademischen Studien wurden durch den Ausbruch des Zweiten Weltkriegs unterbrochen. Von 1941 bis 1945 diente er in der Royal Navy als Minenräumer in den britischen Heimatgewässern, obwohl er unter der Seekrankheit litt. Später nahm er sowohl an der alliierten Invasion in Sizilien als auch an der Landung in der Normandie teil.
Nach Kriegsende kehrte Dodwell nach Cambridge zurück, um sein Studium bei Philip Grierson abzuschließen. Er spezialisierte sich auf mittelalterliche Kunstgeschichte, insbesondere auf Bilderhandschriften. 1949 wurde er zum leitenden wissenschaftlichen Mitarbeiter (englisch Senior Research Fellow) des Warburg Institute ernannt, das einige Jahre zuvor von Hamburg nach London verlegt worden war. 1953 wurde er von Erzbischof Geoffrey Fisher für die prestigeträchtige Position des Bibliothekars und Archivars der Lambeth Palace Library ausgewählt, obwohl er keine formalen Qualifikationen als Bibliothekar besaß. In dieser Position half Dodwell bei der sorgfältigen Überführung des Inhalts der (im Krieg stark beschädigten) Bibliothek in geeignete Aufbewahrungsorte. 1958 wurde er Dozent und Bibliothekar am Trinity College (Cambridge), und 1966 erhielt er eine Professur an der University of Manchester. Diese Position hatte er 23 Jahre lang inne. Im Jahr 1973 wurde er zum Fellow der British Academy gewählt.
Während seiner langen Karriere veröffentlichte Dodwell mehrere bemerkenswerte Werke. Im Jahr 1954 veröffentlichte er The Canterbury School of Illumination 1066–1200, die als erste bedeutende Nachkriegspublikation über englische mittelalterliche Kunst gilt. In einer weiteren Publikation vertrat er die (von anderen Wissenschaftlern nicht allgemein akzeptierte) Ansicht, dass die Reichenauer-Handschriften tatsächlich in Trier und Lorsch entstanden sind.
1988 erlitt Dodwell einen Schlaganfall, durch den er teilweise erblindete. Trotz seines schwindenden Gesundheitszustands forschte und publizierte er weiterhin aktiv. Er trat 1989 von seinem Amt als Professor zurück und zog mit seiner Frau nach Taunton, wo er bis zu seinem Tod 1994 lebte. Sein letztes Werk, Anglo-Saxon Gestures and the Roman Stage wurde posthum veröffentlicht. Seine Freunde und Kollegen veröffentlichten Medieval Art: Recent Perspectives als Gedenkschrift für Dodwell, in der auch seine Arbeit an der Restaurierung der Lambeth Palace Library während seiner Amtszeit gewürdigt wurde.

## Publikationen (Auswahl)
- The great Lambeth Bible, New York, T. Yoseloff [1959]. OCLC 2412995
- Painting in Europe, 800 to 1200, [Harmondsworth, Eng.] Penguin Books [1971]. OCLC 201246
- mit Michael Levey: Essays on Dürer, [Manchester, Eng.] Manchester University Press [Toronto], [Buffalo, New York] University of Toronto Press, 1973. OCLC 873899
- Anglo-Saxon art : a new perspective, Ithaca, N.Y. : Cornell University Press, 1982. OCLC 9024467
- The pictorial arts of the West, 800–1200, New Haven : Yale University Press, 1993. OCLC 26586491